# SN 1982U
SN 1982U – supernowa odkryta 11 listopada 1982 roku w galaktyce E308-G16. W momencie odkrycia miała maksymalną jasność 16,00m.